# Винни Мандела (фильм)
Винни Мандела (англ. Winnie Mandela) — драматический биографический фильм режиссёра Даррелла Рудта, рассказывающий о жизни одной из самых противоречивых женщин XX века — Винни Манделе.

## Сюжет
Жизнь Винни Мадикизелы (Дженнифер Хадсон) началась со строгого воспитания отца, разочарованного, что не родился мальчик, отказа от возможности учиться в Америке, в результате чего она осталась в Южной Африке, где чувствовала себя более необходимой, для помощи своему мужу Нельсону Манделе (Терренс Ховард), лишённому свободы. Она столкнулась с бесконечными преследованиям со стороны полиции и органов безопасности, изгнанием в небольшой город в Оранжевом государстве, предательством друзей и союзников, и проведением более года в одиночном заключении. Она продолжила борьбу против апартеида, но после освобождения из тюрьмы своего мужа, подавшего на развод в связи с её неверностью, столкнулась с политическим давлением, с обвинениями в насилии и убийствах, в конце концов, дошедших до суда.

## В ролях
| Актёр            | Роль            |
| ---------------- | --------------- |
| Дженнифер Хадсон | Винни Мандела   |
| Терренс Ховард   | Нельсон Мандела |
| Венди Крюсон     | Мэри Бота       |
| Элиас Котеас     | Врис            |

## Производство
Писатель Андре Питерс и режиссёр Даррелл Рудт разработали сценарий, основанный на книге биографии «Winnie Mandela: A Life» Энн Мари дю Приз Бездроб. Руководила проектом компания «Equinoxe Films». Съемки проходили в Йоханнесбурге, Кейптауне, и Роббенэйланде в Южно-Африканской Республике, начиная с апреля 2010 года.
Однако практически с самого начала съёмок, они вызвали большую критику. Сама Винни Мандела объявила о том, что не консультировались с производителями фильма о её жизни, заявив, что «у меня нет абсолютно ничего против Дженнифер, но всё по самому фильму. Я не консультировалась. Я все еще жива, и я думаю, что это общее неуважение, приехать в Южную Африку, сделать фильм о моей борьбе, и назвать этот фильм некоторым изложением романтической жизни Винни Манделы». Некоторые актёры подвергли критике выбор американских актёров для южноафриканских ролей, так генеральный секретарь Союза творческих работников Упа Лебого сказал, что «это решение должно быть отменено, оно должно быть остановлено сейчас. Если это дело не будет обсуждаться, мы будем настаивать на мораторий на съёмки в Южной Африке». Всё это усугубилось тем, что в ноябре 2010 года хакеры взломали сайт компании-представителя «Filmbridge», и выложили в открытый доступ предварительную версию фильма.

## Прокат
Премьера фильма состоялась на Международном кинофестивале в Торонто в сентябре 2011 года, где его приняли холодно и критично. В апреле 2012 года, Т. Д. Джейкс и его компания «TDJ Enterprises/Film Bridge International» взяли на себя рекламу и прокат фильма. Он был выпущен в ограниченном количестве для кинотеатров Канады 5 октября 2012 года. 16 мая 2013 года права на прокат фильма приобрела компания «Image Entertainment». 6 сентября фильм вышел в США.

## Отзывы
На сайте «Rotten Tomatoes», на основе отзывов от 34 критиков рейтинг фильма держится на уровне в 15%.
Рик Грон из «Globe and Mail» сказал, что фильм «начинается как агиография и заканчивается адской путаницей», Линда Барнард из «Toronto Star» отметила, что «эта история не будет удовлетворять студентов, хотящих узнать о этой поляризационной фигуре, ни поклонников звезды, лауреат Оскара Дженнифер Хадсон». Дэвид Руни из «The Hollywood Reporter» заявил, что «твердое выступление подорвано отсутствием целостности повествования в этом усидчивом биографическом фильме», а Эд Гиббс из «The Guardian» сказал, что «эта густая биография бывшей жены Нельсона Манделы отразила сложную историю Южной Африки».
Годфрид Чешир на сайте кинокритика Роджера Эберта сказал, что:

Смонтированный в голливудском стиле, этот биографический фильм канадского производства демонстрирует свою долю клише, сведя всё к чрезмерному упрощению и избитым методам, таким как, использование газетных заголовков для передачи информации. Тем не менее, его наиболее заметным качеством является эмоциональная насыщенность, которая акцентирована в основном на двух сильных центральных выступлениях. Терренс Ховард, находчивый актёр во всех обстоятельствах, дает великолепный отчет о Манделе, одним из тех редких героев, которые, кажется, остались полностью человеческими. И Дженнифер Хадсон, хотя её актёрский диапазон не столь велик, как у Ховарда, сделала прекрасную работу, наделив Винни своеобразном сочетанием ожесточенной силы и неожиданной уязвимости.
Оригинальный текст (англ.)Mounted with Hollywood-style plushness and polish, this Canadian-backed production exhibits its share of biopic clichés, oversimplifications and hackneyed devices like using newspaper headlines to convey information. Yet its most salient quality is an emotional richness that's owed largely to two forceful performances at its center. Terrence Howard, a resourceful actor in all circumstances, gives a magnificent account of Mandela, one of those rare heroes who seems entirely human too. And Jennifer Hudson, though her actorly range is not nearly as great as Howard's, does a fine job conveying Winnie's peculiar combination of fierce strength and unexpected vulnerability.

Стивен Холден из «The New York Times» отметил, что «"Винни Мандела" это фильм разделившийся сам в себе. Она хочет сделать невозможное и рассказать свою историю, в то время не подчеркивая отрицательное для поддержания вдохновляющих оборотов», а Тереза Овен из «Independent Online» отметив, что «непосредственной проблемой этого фильма является то, что вы уходите, ничего узнав больше о Матери Нации, чем когда вы шли на него», сказала, что «возможно авторы могли сосредоточиться на более глубоком понимании её как женщины и человека».

## Саундтрек
Главную песню «Bleed For Love», написанную Дайаной Уоррен, исполнила Дженнифер Хадсон с госпел-хором Соуэто. В записи других песен приняли участие школьный хор им. Святой Терезы, Бен Амато, Ипеленг Моше, Тваламато и «Manhattan Brothers». Саундтрек из 22 композиций вышел 3 сентября 2013 года:
| №   | Название               | Длительность |
| --- | ---------------------- | ------------ |
| 1.  | «Bleed For Love»       | 4:03         |
| 2.  | «Sunrise»              | 3:15         |
| 3.  | «A New Season»         | 1:59         |
| 4.  | «Halleluja»            | 2:21         |
| 5.  | «Sound of Hope»        | 1:40         |
| 6.  | «Enchantment»          | 1:38         |
| 7.  | «You Could»            | 1:47         |
| 8.  | «Jozi Jive '55»        | 2:05         |
| 9.  | «Dreams»               | 2:28         |
| 10. | «A Wedding Song»       | 1:26         |
| 11. | «Lakutshon Ilanga»     | 2:42         |
| 12. | «On the Run»           | 3:43         |
| 13. | «Anxious Moments»      | 1:55         |
| 14. | «Death Sentence»       | 1:57         |
| 15. | «Passing of Time»      | 1:48         |
| 16. | «Lovers in Prison»     | 2:02         |
| 17. | «Freedom»              | 2:02         |
| 18. | «Nguye Lo»             | 2:29         |
| 19. | «Separation»           | 1:43         |
| 20. | «Winter Clouds»        | 1:14         |
| 21. | «Separation/Isolation» | 2:02         |
| 22. | «Memories»             | 1:11         |

## Номинации и награды
| Год  | Премия                 | Категория                         | Номинант         | Результат |
| ---- | ---------------------- | --------------------------------- | ---------------- | --------- |
| 2013 | Canadian Screen Awards | Лучшая мужская роль второго плана | Элиас Котеас     | Номинация |
| 2014 | NAACP Image Awards     | Лучшая женская роль в кинофильме  | Дженнифер Хадсон | Номинация |